# Félicien Kabuga
Pour les articles homonymes, voir Kabuga (homonymie).
Le texte peut changer fréquemment, n’est peut-être pas à jour et peut manquer de recul. 
Le titre et la description de l'acte concerné reposent sur la qualification juridique retenue lors de la rédaction de l'article et peuvent évoluer en même temps que celle-ci.
Félicien Kabuga, né le 1er mars 1933 (1935 selon le tribunal pénal international pour le Rwanda) à Muniga, dans la préfecture de Byumba, est un homme d'affaires rwandais génocidaire.
Accusé de participation au génocide des Tutsi au Rwanda, il est surnommé « le financier du génocide », du fait de son rôle auprès de l'Akazu, et des financements qu'il a fourni à la Radio télévision libre des Mille Collines (une radio extrémiste anti-Tutsi qu'il préside à cette époque), au magazine extrémiste Kangura, et à l'armement des milices génocidaires Interahamwe.
Il est inculpé par le Tribunal pénal international pour le Rwanda pour sept chefs d'accusation en lien direct avec les crimes commis pendant le génocide des Tutsi au Rwanda.
Il est arrêté le 16 mai 2020 en France par les gendarmes de l'Office central de lutte contre les crimes contre l'humanité, les génocides et les crimes de guerre : il vivait à Asnières-sur-Seine sous une fausse identité.
Il est déclaré inapte à être jugé en juin 2023.

## Biographie
Fils de paysan, il fait fortune en exploitant 350 hectares de plantations de thé, ainsi qu'une minoterie qui produit de la farine de blé. Il possède aussi des maisons à Kigali, la capitale, et fait bâtir le premier centre commercial du pays (hôtel de 120 chambres, 80 bureaux et une galerie marchande) dans le quartier de Muhima, dans le nord du Rwanda. Il vit alors à Kigali, dans une maison luxueuse.

### Génocide des Tutsi au Rwanda
Membre de l'ancien parti unique au pouvoir — le Mouvement révolutionnaire national pour le développement (MRND) — Félicien Kabuga est très lié au président rwandais Juvénal Habyarimana — deux de ses filles sont mariées aux fils de ce dernier, — et au réseau extrémiste hutu Akazu, un groupe de hauts dirigeants organisant le financement des milices Interahamwe par des détournements de procédure pour acquérir du matériel militaire malgré les restrictions du FMI et celui de taxes sur les importations dans le pays. L'Akazu met en effet en place différents détournements financiers pour amasser de quoi équiper les milices génocidaires hutus.
Félicien Kabuga devient le président du comité d'initiative de la Radio télévision libre des Mille Collines (RTLM), l'un des principaux relais médiatiques des thèses du Hutu Power et du gouvernement génocidaire et finance le média lors de sa création en collaboration avec la Fondation Konrad-Adenauer, un think tank associé à la CDU, à la hauteur de 3 millions de francs français, soit plus de 450 000 euros,. Il organise le financement de la RTLM avec l'appui du président, en se fondant sur les apports de grands donateurs extrémistes membres de l'Akazu. Il a également financé le magazine extrémiste Kangura.
Il est également soupçonné d'avoir armé les milices génocidaires Interahamwe en important 25 tonnes de machettes chinoises en novembre 1993, puis encore 50 000 unités supplémentaires quelques semaines avant le début des massacres,.
Quand le génocide est lancé, il envoie par prudence sa famille à l'ambassade de France, son épouse étant tutsi. Sa famille est évacuée par l'armée française, avec d'autres hauts-dignitaires du régime, le 12 avril, alors que les massacres sont en cours dans le pays.

### Inculpation par le TPIR
Depuis 1997, le Tribunal pénal international pour le Rwanda l'inculpe de sept chefs d’accusation de génocide, de complicité de génocide, d’incitation directe et publique à commettre le génocide, de tentative de génocide, de complot en vue de commettre le génocide, de persécution et d’extermination.
Dans un acte d’accusation en août 1998, le procureur adjoint du TPIR soutient que Félicien Kabuga en collaboration avec sept personnalité du Mouvement républicain national pour la démocratie et le développement a procédé à l’achat massif de machettes, de houes et d’autres outils agricoles dans le but de les utiliser comme armes pendant les massacres. À l'occasion de son arrestation l’accusation d’importation de machettes à des fins génocidaires est définitivement abandonnée, seules sont maintenus le transport et la distribution de machettes en certains endroits de la capitale, Kigali, et dans les préfectures de Gisenyi et Kibuye. Cet abandon de cette accusation initiale est justifié par Stephen Rapp, ancien chef des poursuites au TPIR en déclarant « Nous avions des preuves des commandes massives de machettes, auprès de la Chine, par la société de Kabuga, et de leur livraison au Rwanda via le port de Mombasa (au Kenya) en 1993. Le défi était toujours de prouver que ces machettes avaient été distribuées aux tueurs et utilisées pendant le génocide. Il y avait des commandes massives similaires par une autre société à la même période et il y avait une large demande de ces outils dans l’agriculture au Rwanda et au Zaïre (actuelle République démocratique du Congo, voisine du Rwanda) ». De même, le sociologue français André Guichaoua note l'absence de preuves tangibles et qu'il« (...) Il était presque impossible d’établir la responsabilité directe et personnelle de l’accusé et de prouver que les machettes étaient importées dans l’intention de tuer »,.
Il a toujours nié avoir participé au génocide et clamé son innocence.

### Cavale
En juin 1994, il fuit le Rwanda devant l'avancée du Front patriotique rwandais (FPR), d'abord pour la Suisse d'où il a été expulsé vers Kinshasa (RD Congo) avant de gagner le Kenya.
Il y aurait vécu en cavale malgré le mandat d'arrêt lancé contre lui par le Tribunal pénal international pour le Rwanda (TPIR) et plusieurs tentatives d'arrestation qui furent des échecs.
En 2006, à l'occasion d'un discours à l'Université de Nairobi, Barack Obama, alors sénateur, accuse le gouvernement kényan de lui procurer asile en déclarant « Elle peut protéger un criminel de guerre - même un criminel comme Félicien Kabuga, soupçonné d'avoir aidé à financer et à orchestrer le génocide rwandais - en lui permettant d'acheter un refuge sûr pour un temps et en privé toute l'humanité de l' 'opportunité de traduire le criminel en justice. » ce dont ce dernier se défend.
En 2019, toujours recherché, il fait l'objet par la justice internationale d'une prime de 5 millions de dollars pour les renseignements qui conduiraient à son arrestation,.

### Arrestation en France et suites judiciaires
Le 16 mai 2020, dans le cadre de l'opération 955 — portant le numéro de la résolution du Conseil de sécurité des Nations unies mettant en place le Tribunal pénal international pour le Rwanda —, Félicien Kabuga, alors âgé de 87 ans, est arrêté rue du Révérend-Père-Christian-Gilbert à Asnières-sur-Seine (dans le département des Hauts-de-Seine, en France), où il vivait sous une fausse identité. Pendant sa cavale, il aurait utilisé 28 fausses identités. Sa géolocalisation est détectée à partir des communications téléphoniques de ses enfants. Après une cavale de plus de 25 ans, il est mis à la disposition de la justice,. À l'annonce de l’arrestation de Kabuga, Pierre Nsanzimana, président d’Ibuka France, association de soutien aux victimes du génocide déclare « c’est vraiment une nouvelle énorme pour les rescapés. (...) Mais ça ne nous empêche pas de nous poser des questions sur les protections qu’il a pu avoir et sur le fait qu’il soit en France depuis si longtemps ». De même, François Graner, de l’association Survie, l’arrestation de Kabuga est « un très bon signe d’activité de la justice et de la gendarmerie françaises »  mais elle « pose la question des soutiens français dont bénéficient ces présumés génocidaires ».
Le 3 juin 2020, la justice française approuve son transfert vers le Mécanisme pour les tribunaux pénaux internationaux (MTPI) afin qu'il y soit jugé pour génocide et crimes contre l'humanité commis entre avril et juillet 1994. Félicien Kabuga se pourvoit en cassation.
Le 30 septembre 2020, la Cour de cassation française valide définitivement la remise de Félicien Kabuga au MTPI en considérant que la cour d'appel de Paris « a pu valablement considérer qu'il n'y avait pas d'obstacle juridique ou médical à l’exécution du mandat d'arrêt ». Fin octobre, il est transféré temporairement à La Haye au sein d'une des divisions du mécanisme en vue d'un examen médical après une requête formulée par ses avocats,. Deux années après son arrestation, aucune date de procès n'est fixé compte tenu de son âge avancée et de son état de santé,.
Le 7 juin 2023, le tribunal de l'ONU déclare Félicien Kabuga « inapte » à être jugé. Selon la juridiction, Félicien Kabuga « est inapte à participer de manière significative à son procès et qu'il est très peu probable qu'il retrouve la forme à l'avenir », ajoutant qu'elle recherche une alternative « qui ressemble le plus possible à un procès, mais sans possibilité de condamnation », pour « garantir le respect de ses droits » tout en atteignant les objectifs de la juridiction.

## Documentaire
La série World's Most Wanted (en), produite par Netflix, consacre l'un de ses épisodes à Félicien Kabuga,.
Le documentaire L'enquête de ma vie : Le fugitif. Estelle Vaucher-Grondin, adjudant-chef de gendarmerie, a été chargée, en juillet 2019, de retrouver Félicien Kabuga, accusé d'être le financier du génocide rwandais.